# Бужинська Вероніка Станіславівна
Вероніка Станіславівна Бужинська (16 (28) січня 1895 — 21 липня 1983, Москва, РРФСР, СРСР) — радянська акторка кіно.

## Біографія
Вероніка Бужинська народилася 16 (28) січня 1895 року.
Радянська кіноакторка фабрики «Севзапкіно», фабрики «Ленінградкіно», фабрики «Совкіно».
Вважається однією з перших виконавиць ролей простих молодих дівчат у радянському німому кіно.
У 1922 році Бужинська закінчила Петроградський інститут екранних мистецтв. І в цьому ж році на екрани вийшла картина режисера Бориса Свєтлова «Доля ти руська, доленька жіноча», де Вероніка Бужинська зіграла свою першу кінематографічну роль. У наступних п'яти картинах їй також дісталися лише невеликі епізодичні ролі.
У 1926 році Вероніка Бужинська зіграла головну роль у стрічці режисерів Едуарда Йогансона і Фрідріха Ермлера «Катька — паперовий ранет».
Була одружена з В. В. Недоброво (1905—1951), сценаристом, кінодраматургом і кінокритиком.
Вероніка Бужинська померла 21 липня 1983 року в Москві.

## Фільмографія
- 1922 — Доля ти руська, доленька жіноча— Марія, дружина Василя
- 1924 — Кінець роду Лунич
- 1925 — Степан Халтурін — епізод
- 1926 — Декабристи — епізод
- 1926 — Діти бурі — епізод
- 1926 — Катька — паперовий ранет — Катька
- 1926 — Суперники — епізод
- 1927 — На рейках — Надя, дочка Разіна
- 1927 — Паризький швець — Катя
- 1929 — Адреса Леніна — Віра, піонервожата
- 1929 — Крижана доля — Ельга, дочка шведського капітана
- 1929 — Рідний брат — епізод
- 1963 — Оптимістична трагедія — жінка в чорному, яка звинуватила матроса в крадіжці гаманця (в титрах вказано як — В. Недоброво-Бужинська)
- 1967 — Вони живуть поруч — епізод